# Aucha triphaenoides
Aucha triphaenoides är en fjärilsart som beskrevs av Walker 1865. Aucha triphaenoides ingår i släktet Aucha och familjen nattflyn. Inga underarter finns listade i Catalogue of Life.